# Ambaguio
Ambaguio est une municipalité des Philippines située dans la province de Nueva Vizcaya, dans le centre de l'île de Luçon. Elle a été fondée en 1966.

## Subdivisions
La municipalité d'Ambaguio est divisée en 8 barangays (districts).
- Ammoweg
- Camandag
- Labang
- Napo
- Poblacion
- Salingsingan
- Tiblac
- Dulli